# Aethomyias
Aethomyias — рід горобцеподібних птахів родини шиподзьобових (Acanthizidae). Представники цього роду мешкають на Новій Гвінеї.
Молекулярно-філогенетичне дослідження 2018 року прозвело до значного перегляду таксономічної класифікації. Рід Aethomyias був відновлений і в нього включили види, яких раніше відносили до родів Кущовик (Sericornis) і Папоротчук (Crateroscelis).

## Види
Виділяють шість видів роду Aethomyias:
- Папоротчук рудий (Aethomyias nigrorufus)
- Кущовик світлодзьобий (Aethomyias spilodera)
- Кущовик малий (Aethomyias rufescens)
- Кущовик вохристощокий (Aethomyias perspicillatus)
- Кущовик папуанський (Aethomyias papuensis)
- Кущовик оливковий (Aethomyias arfakianus)

## Етимологія
Наукова назва роду Aethomyias походить від сполучення слів дав.-гр. αηθης — незвичний, дивний і  лат. myias — мухоловка.